# Selva (Spagna)
Selva è un comune spagnolo di 3 515 abitanti situato nella comunità autonoma delle Baleari.